# Dominio de nivel superior
Un dominio del nivel superior o TLD (del inglés top-level domain) es la más alta categoría de los FQDN que es traducida a direcciones IP por los DNS oficiales de Internet. Los nombres servidos por los DNS oficiales son administrados por la Internet Corporation for Assigned Names and Numbers (ICANN). Alternativamente a los DNS oficiales, hay una serie de servicios de DNS alternativos, como es OpenNIC.
Por ejemplo, supongamos el FQDN www.wikipedia.org.:
- El dominio de nivel superior será: .org.
- El nombre de dominio registrado será: wikipedia.
- El subdominio será: www.

## Historia
Originalmente, el espacio de dominio de nivel superior se organizó en tres grupos principales: países, categorías y multiorganizaciones. Temporalmente había otro grupo que consistía en el dominio DNS inicial .arpa, y fue pensado para los propósitos de transición hacia la estabilización del sistema de nombres de dominio. Actualmente este dominio se mantiene exclusivamente para la infraestructura de Internet.

## Clasificación
La clasificación inicial de los dominios de nivel superior ha sido modificada y actualmente la ICANN clasifica los dominios de nivel superior en tres tipos:
- Dominios de nivel superior geográficos (ccTLD): Usados por un país o un territorio dependiente. Utiliza los códigos de país de 2 letras asignados por la ISO 3166-1. Por ejemplo .es para España, .mx para México, .gt para Guatemala, .do para República Dominicana, .sv para El Salvador o .ar para Argentina.
- Dominios de nivel superior genéricos (gTLD): Tienen tres o más letras de largo. Inicialmente pensados para una clase particular de organizaciones (por ejemplo, .com para organizaciones comerciales), actualmente la mayoría de ellos pueden usarse sin restricción. No obstante se mantienen una serie de ellos para usarse de manera restringida. Por ejemplo, .mil (militares) y .gov (gubernamental) están restringidos para el uso por las respectivas autoridades estadounidenses. El TLD .edu solía estar disponible para cualquier institución educativa, pero ahora está reservado solo para instituciones establecidas en los Estados Unidos. Los gTLD se clasifican, a su vez, en:
  - Dominios de nivel superior patrocinados (sTLD): Ej. .aero, .coop, .cat y .museum
  - Dominios de nivel superior no patrocinados (uTLD): Ej. .com, .net, .org o .info
- Dominios de nivel superior de infraestructura: El dominio de nivel superior .arpa es el único confirmado.
- Dominios de nivel superior descentralizado: Son TLDs genéricos cuya certificación de propiedad no está bajo jurisdicción de la ICANN sino alojada en una red de nodos con tecnología blockchain, que aún no son resueltos de manera nativa por la mayoría de los navegadores pero si el usuario opta por tener acceso a dominios blockchain, puede configurar su navegador móvil o de escritorio para tal efecto. El primer proyecto de este tipo, basado en bitcoin, fue Namecoin, pero cayó prácticamente en desuso. El segundo proyecto de descentralización conocido es Handshake Project, creado con la misión de volver internet más libre y menos censurable. Handshake no pretende reemplazar a los sistemas de dominios tradicionales, sino integrarse y co-exisistir en internet. A diferencia de Namecoin, los TLDs de handshake se obtienen en subastas públicas de 742 bloques de duración (aproximadamente 5 días) desde la recepción de la primera oferta por el sistema de bloques, además no todos los nombres son liberados a la vez, sino de manera semanal durante todo el primer año desde el lanzamiento del proyecto en febrero de 2020. Se puede utilizar el TLD como un URL o crear subdominios de ese TLD de manera ilimitada.

## Pseudodominios de nivel superior
Los pseudodominios de nivel superior son términos usados para identificar redes de computadores que no participan en el sistema oficial del sistema de nombres de dominio (DNS) pero que usan una jerarquía de nombres similar.
Ejemplos de estos son  .bitnet, .onion, .garlic y .uucp.

## Dominios históricos
El dominio .nato fue añadido a finales de los años 1980 por el NIC para su uso por la OTAN, que sentía que ninguno de los dominios de nivel existentes reflejaba adecuadamente su estatus como una organización internacional. Poco después de esta añadidura, sin embargo, el NIC creó el dominio de nivel superior .int para el uso de organizaciones internacionales, y convenció a la OTAN de usar el dominio nato.int. No obstante, el dominio de nivel superior .nato, aunque no se usó más, no fue borrado hasta julio de 1996. Otros dominios de nivel superior históricos son .cs para Checoslovaquia y .zr para el Zaire.

## Ejemplos
- Dominios .info: Destinados principalmente para empresas de información, periódicos, revistas, etc.
- Dominios .biz: Proviene de la pronunciación del inglés business, por lo que están dedicados a actividades comerciales y de negocios. Es lo mismo que el .com, pero para la zona de Europa.
- Dominios .name: Proviene del inglés name que significa nombre, por lo que se trata de una opción totalmente nueva para registrar un nombre propio o apodo.
- Dominios .pro: Para uso específico reservado a profesionales de determinadas categorías, agrupados en subdominios. Ejemplo: .med.pro (médicos). Deberán acreditar su pertenencia al colegio u organización profesional correspondiente.
- Dominios .org: De uso en dominios de internet para organizaciones sin fines de lucro, entidades no comerciales o grupos con fines educativos, culturales o sociales.
- Dominios .aero: De uso restringido para la industria de los servicios aéreos: compañías aéreas, aeronáuticas, aeropuertos y servicios aéreos.
- Dominios .coop: Reservado a las cooperativas y hace falta demostrar la cualidad de cooperativa a través de las organizaciones locales correspondientes.
- Dominios .museum: Dominio de uso restringido para los museos. Permite en un segundo nivel el nombre del museo que se trate. (prado.museum,picasso.museum)

Actualmente, existen algunos dominios de nivel superior geográfico que se utilizan como si se tratara de dominios genéricos:
- Dominios .tv: Usados en empresas de vídeo, cine y televisión principalmente. Pertenece a Tuvalu.
- Dominios .cc: Esta extensión, al igual que la .tv, es comercializada por Verisign. Pertenece a las Islas Cocos.
- Dominios .ws: Las siglas .ws se identifican con website (sitio web). Pertenece a Samoa.
- Dominios .co: De intereses globales en Internet. .co refiere a varias palabras, como commercial, cooperative, company, corporation, entre otras. Se permite el uso de dominios internacionalizados (IDN) en español (que pueden usar los caracteres á, é, í, ó, ú, ü y ñ). Pertenece a Colombia.[1]
- Dominios .wiki: Pensado para proyectos colaborativos de creación de contenido enciclopédico o informativo, como wikis, bases de conocimiento y sitios de documentación colaborativa.